# Stahnsdorf
Stahnsdorf är en kommun och ort i Tyskland, belägen i Landkreis Potsdam-Mittelmark i förbundslandet Brandenburg, strax sydväst om Berlins stadsgräns och öster om Potsdam. Kommunen bildades inom sina nuvarande gränser 31 dec 2001 genom en sammanslagning av fyra kommuner i området, och är idag en snabbt växande förortskommun till Berlin, med 14 245 invånare år 2012.

## Geografi
Stahnsdorf ligger på högplatån Teltow. Till kommunen gränsar: i norr Kleinmachnow, i nordost staden Teltow, i sydost Grossbeeren, söderut staden Ludwigsfelde, i sydväst Nuthetal, västerut förbundslandshuvudstaden Potsdam och åt nordväst förbundslandet Berlin.

### Administrativ indelning
Stahnsdorf är en självstyrande kommun och har fyra orter som utgör Ortsteile (kommundelar) i kommunen:
- Güterfelde
- Schenkenhorst (fram till 1937 Schenkendorf)
- Sputendorf
- Stahnsdorfs ortskärna

## Kultur och sevärdheter

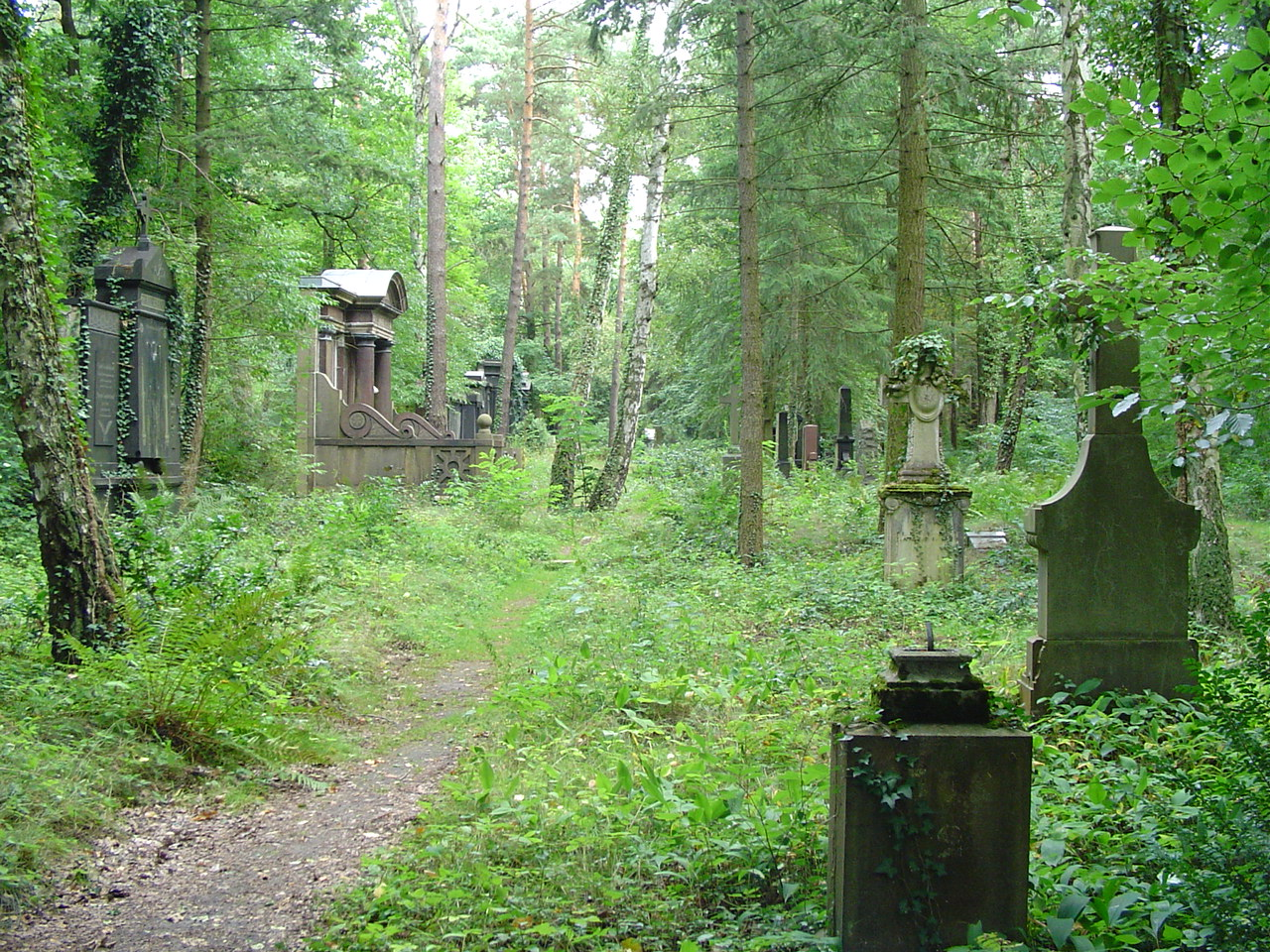
Südwestkirchhof

- Südwestkirchhof Stahnsdorf, Europas största skogskyrkogård och begravningsplats för ett stort antal kända Berlinbor, bland andra Werner von Siemens, Georg Graf von Arco, Engelbert Humperdinck, Hugo Distler och Heinrich Zille. På kyrkogården finns även en begravningsplats för den svenska Victoriaförsamlingen i Berlin.
- Stahnsdorfs bykyrka
- Güterfeldes slott, uppfört 1805 och 1868 ombyggt i nyrenässansstil.
- Güterfeldes bykyrka